# Брадфорд (Пенсильвания)
Брадфорд (англ. Bradford) — город в округе Мак-Кин, штат Пенсильвания, США.

## История
Поселение основано в 1823 году. В конце XIX века, благодаря Пенсильванской нефтяной лихорадке, поселение разрослось и в 1979 году получило статус города. В 1876 году была построена железная дорога Bradford & Foster Brook Railway, ставшая одной из первых монорельсовых дорог в Америке.

## Экономика
В Брадфорде располагается компания-производитель зажигалок Zippo и компания-производитель ножей Case (сейчас принадлежит компании Zippo).

## География
Брадфорд расположен на автомагистрали US 219, к югу от межштатной автомагистрали I-86.